# 平茨高谷地霍勒尔斯巴赫
平茨高谷地霍勒尔斯巴赫是奥地利萨尔茨堡州滨湖采尔县的一个市镇。总面积76.89平方公里，总人口1157人，人口密度15.0人/平方公里（2005年）。